# Пападопулос, Николас
Николас Пападопулос (греч. Νικόλας Παπαδόπουλος; род. 22 апреля 1973 года, Никосия, Республика Кипр) — кипрский юрист и политик. Является членом парламента Кипра от Никосии с 2006 года и лидером центристской Демократической партии Кипра с 2013 года. Пападопулос возглавляет парламентский комитет по финансам и бюджету; сын бывшего президента Тассоса Пападопулоса.

## Биография
Николас Пападопулос родился в Никосии в 1973 году, в семье юриста, политика и будущего президента Тассоса Пападопулоса и его жены Фотини. Он изучал право в Университетском колледже Лондона и был принят в коллегию адвокатов в Иннер-Тэмпл. Во время своего пребывания в Лондоне он занимал пост президента EFEK, Федерации студентов Кипра в Великобритании. Вернувшись на Кипр, Пападопулос начал работать в фирме своего отца под названием «Tassos Papadopoulos and Associates».
Падапулос был избран в Палату представителей как депутат от Демократической партии по избирательному округу Никосия в 2006 году; был переизбран в 2011 году. Также Николас является председателем Комитета по финансам и бюджету с 2019 года.
Начиная с 2009 года он стал вице-президентом Демократической партии. На президентских выборах 2013 года он открыто не согласился с выбором членов партии выдвинуть на пост президента Никоса Анастасиадиса, вместо этого поддержав Йоргоса Лилликаса, к тому же не согласился с тем, что тот проголосовал «за» план Аннана, когда позиция партии в то время была «против», и сказал, что он был против многих позиций ДП. А также Пападопулос не был согласен с тем, чтобы президентом был Ставрос Малас, который, по его словам, занимал те же позиции, что и Анастасиадис, но также поддерживался Прогрессивной партией трудового народа Кипра, которую он обвинил в разрушении страны. Это привело к его отставке с поста вице-президента партии, поскольку внутренние партийные процедуры также не соответствовали Пападопулосу. Однако всего через несколько месяцев, в декабре, Николас сменил Мариоса Гарояна на посту президента Демократической партии.

## Личная жизнь
Пападапулос женат, у него три дочери и один сын. Помимо греческого, он говорит на английском языке.